# Kemayoran (onderdistrict)
Kemayoran is een onderdistrict van de stadgemeente Jakarta Pusat (Centraal Jakarta) in de provincie Jakarta, Indonesië. In Kemayoran wordt ook de Menara Jakarta, de hoogste toren van Indonesië, gebouwd. De toren zal inclusief de antenne 558 m hoog worden.
De voormalige Luchthaven Kemayoran lag in Kemayoran.

## Verdere onderverdeling
Het onderdistrict Kemayoran is verdeeld in 8 kelurahan:
1. Gunung Sahari Selatan, postcode 10610
2. Kemayoran, postcode 10620
3. Kebon Kosong, postcode 10630
4. Harapan Mulya, postcode 10640
5. Cempaka Baru, postcode 10640
6. Sumur Batu, postcode 10660
7. Serdang, postcode 10670
8. Utan Panjang, postcode 10650

## Geschiedenis
De naam Kemayoran komt van Majoor, met het voorvoegsel ke en het achtervoegsel an. Het is een verwijzing naar majoor Isaac de l'Ostale de Saint Martin de voormalige landheer van enkele gebieden in het oude Batavia.

De bijnaam van Kemayoran was tot de afhankelijkheid Kampong Belanda vanwege de vele Indo-Europeanen die er woonden. De krontjongstijl uit Kemayoran wordt krontjong Kemajoran genoemd.

## Bezienswaardigheden
- Jakarta Fair
- Station Kemayoran